# Shannon (Québec)
Shannon è un comune del Canada, situato nella provincia del Québec, nella regione di Capitale-Nationale.
È il capoluogo della municipalità regionale della contea di La Jacques-Cartier.